# Carlos Rates

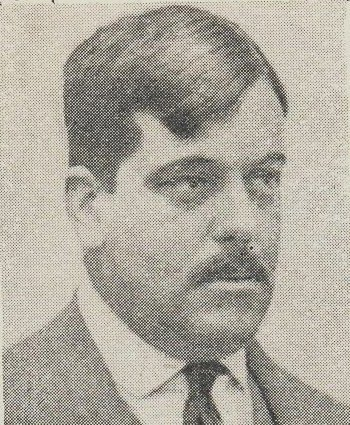
José Carlos Rates

José Carlos Rates (* 19. Februar 1879 in Setúbal; † 21. Januar 1961 in Lissabon) war ein Seemann und Konservenfabrikarbeiter aus Setúbal, der in den ersten Jahrzehnten des 20. Jahrhunderts als Gewerkschaftsführer tätig war. Im Jahr 1911 war er Sekretär der Vereinigung der Konservenfabrikarbeiter von Setúbal. Er war der erste Generalsekretär der Kommunistischen Partei Portugals (PCP).

## Biografie
José Carlos Rates war ein führender, dynamischer und einflussreicher Gewerkschaftsführer der ersten Generation. Er spielte beim ersten Gewerkschafts- und Genossenschaftskongress (Lissabon, 1909), beim ersten Gewerkschaftskongress (1911) und beim Gründungskongress der Nationalen Arbeiterunion (Tomar, 1914) eine aktive Rolle. Er war ein guter Propagandist und Organisator von Gewerkschaften auf Madeira, im Alentejo, in den Beiras und Trás-os-Montes. Im Jahr 1912 leitete er als Mitglied des Exekutivausschusses des Gewerkschaftskongresses eine Propagandatour durch die alentejanischen Felder. Er wurde aufgrund seiner revolutionären Gewerkschaftsaktivitäten hart bestraft, einschließlich Gefängnisstrafen und Deportation nach Afrika. Als regelmäßiger Mitarbeiter in der Arbeiterpresse (O Sindicalista, A Batalha, O Comunista, Renovação (1925–1926) usw.) war er auch ein produktiver Essayist. Nachdem er sozial aufgestiegen war, nahm er etwas bürgerlichere Gewohnheiten an und neigte zu administrativen und technokratischen Lösungen für soziale Probleme.
Obwohl er sich stets vom Anarchismus distanzierte, schloss er sich nach der Oktoberrevolution den Prinzipien des Bolschewismus an und war 1921 einer der Gründer der Portugiesischen Kommunistischen Partei (PCP). Er besuchte das revolutionäre Russland zu einem nicht genau bestimmbaren Zeitpunkt. Im November 1923 wurde er von Jules Humbert-Droz, dem damaligen Vertreter der Kommunistischen Internationalen (Comintern) in Portugal, ausgewählt, um die Partei zu führen, und wurde ihr erster Generalsekretär. Diese Wahl erfolgte während interner Probleme in der neu gegründeten Partei.
Als Befürworter einer defensiven antifaschistischen Allianz mit der Radikalen Partei und der Demokratischen Linken (PRED) von José Domingues dos Santos wurde er 1926 auf dem 2. Kongress der PCP wegen Abweichung von den politischen Direktiven der Comintern aus der PCP ausgeschlossen. Später wurde er in diesen Funktionen durch Bento António Gonçalves ersetzt.
Überraschenderweise trat er 1931 der salazaristischen Nationalen Union bei. Seine Leistung als Generalsekretär wurde später von seinem Nachfolger Gonçalves kritisiert. Obwohl seine Philosophie heute nur noch von historischem Interesse ist, war er ein gelehrter und nachdenklicher Mann, der einige theoretische Werke hinterließ, übersetzt: Das portugiesische Problem: die Parteien und die Arbeiterklasse (1919); Die Diktatur des Proletariats (1920); Das Russland der Sowjets (1925) und Demokratien und Diktaturen (1927).
In den letzten Jahren seines Lebens interessierte er sich für koloniale Fragen, obwohl er zuvor für den Verkauf der Kolonien zum besten Angebot plädiert hatte. Er schrieb auch zwei Romane. Er war Fado-Sänger und gehörte der Freimaurerei an. Seine Tochter ist die Schriftstellerin Celeste de Andrade.

## Werke
- O problema português: os partidos e o operariado. Popular, Lissabon 1919.
- A ditadura do proletariado. Batalha, Lissabon 1920.
- A Rússia dos sovietes: as teorias revolucionarias. Guimarães, Lissabon 1925.
- Democracias e ditaduras. Guimaräes, Lissabon 1927.